# Museo Bodoniano
Il Museo Bodoniano, o Museo Bodoni, di Parma è un museo dedicato a Giambattista Bodoni (1740-1813) ubicato all'interno del Palazzo della Pilotta e accessibile dalla Biblioteca Palatina.

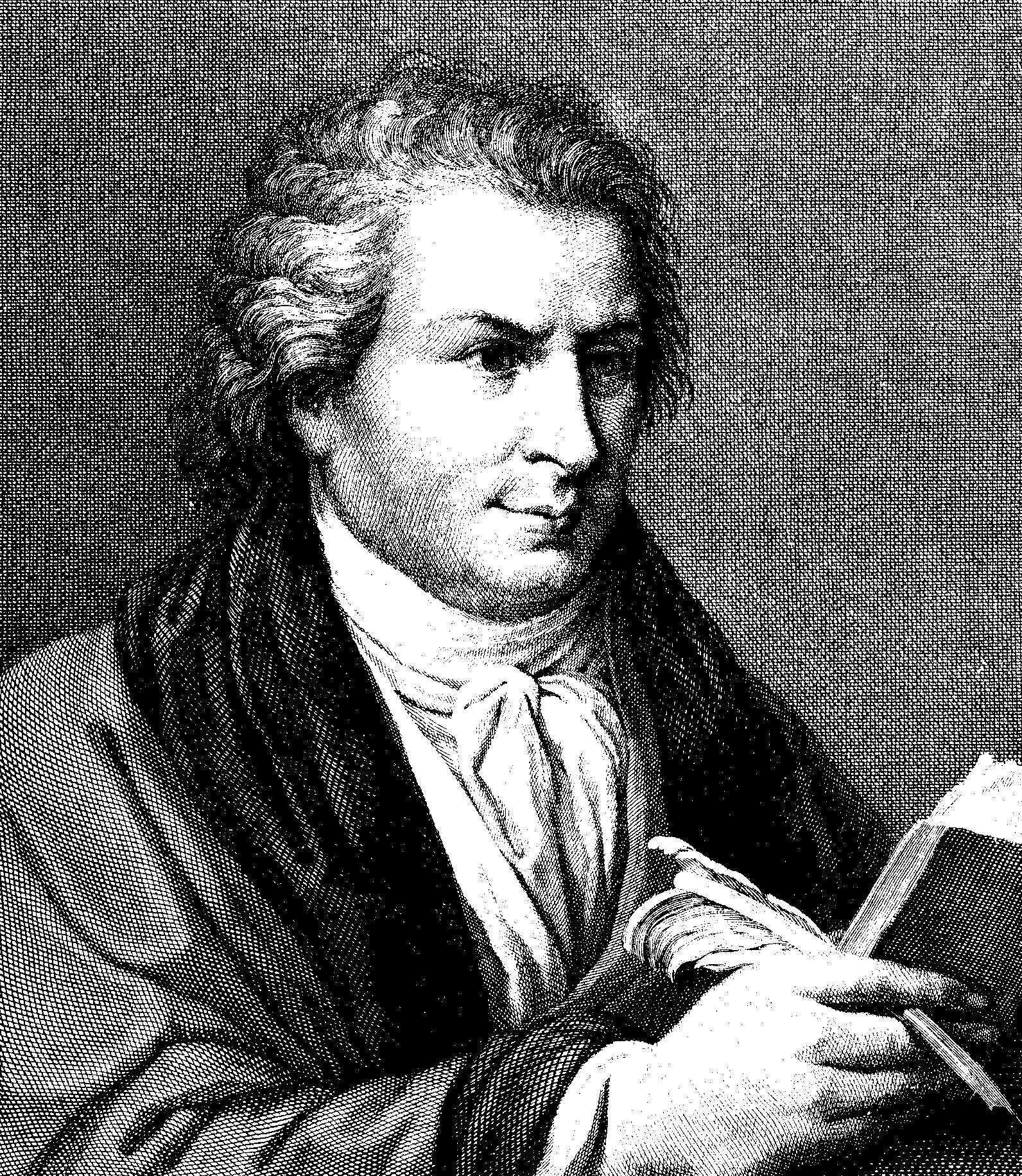
Giambattista Bodoni

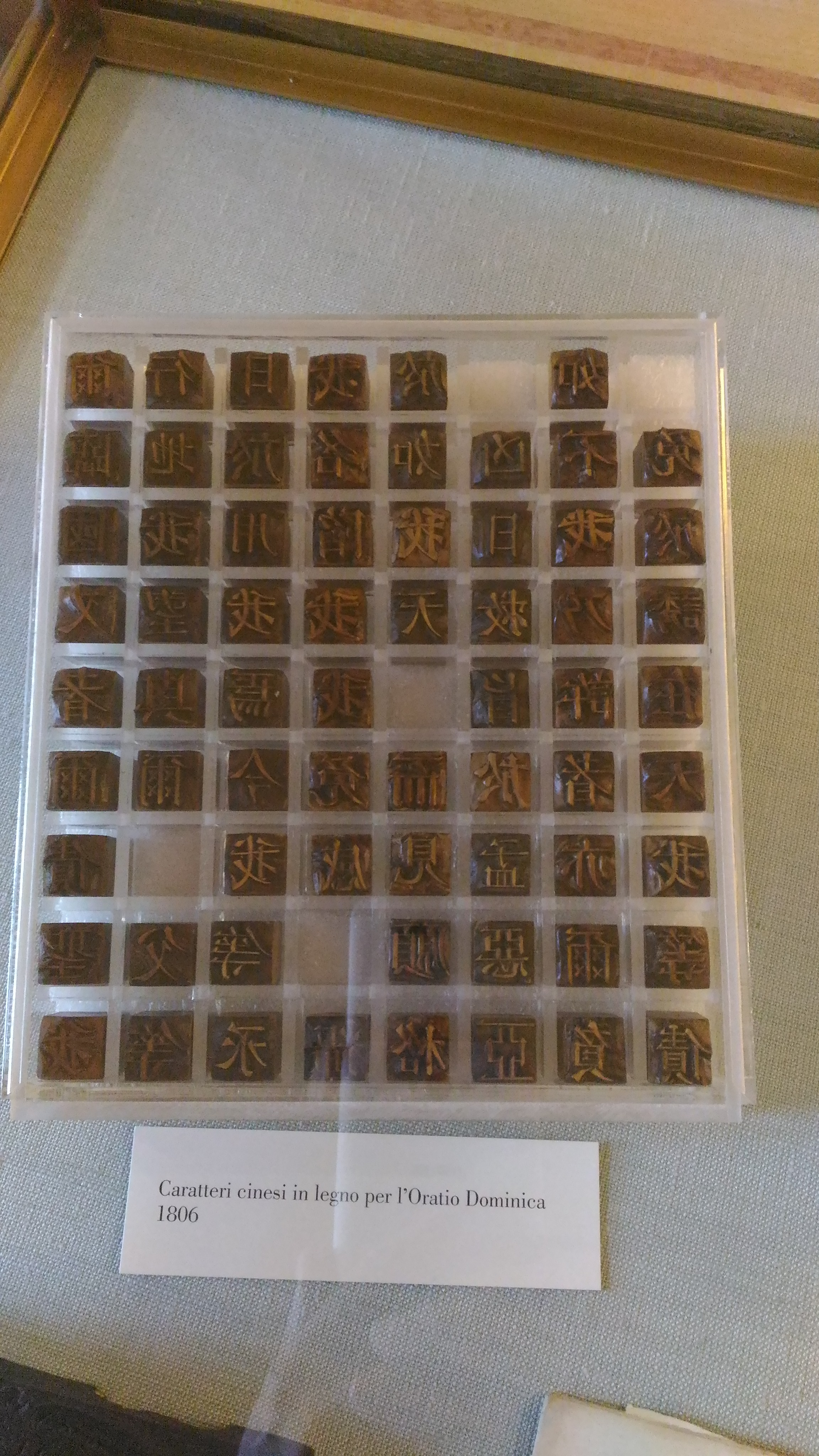
Caratteri Cinesi in legno per l'Oratio Dominica, 1806

La collezione è composta da migliaia di volumi, carteggi e strumenti tipografici della stamperia Bodoni. Una delle collezioni più preziose è quella dedicata alla storia del libro, dai manoscritti ai libri a stampa.

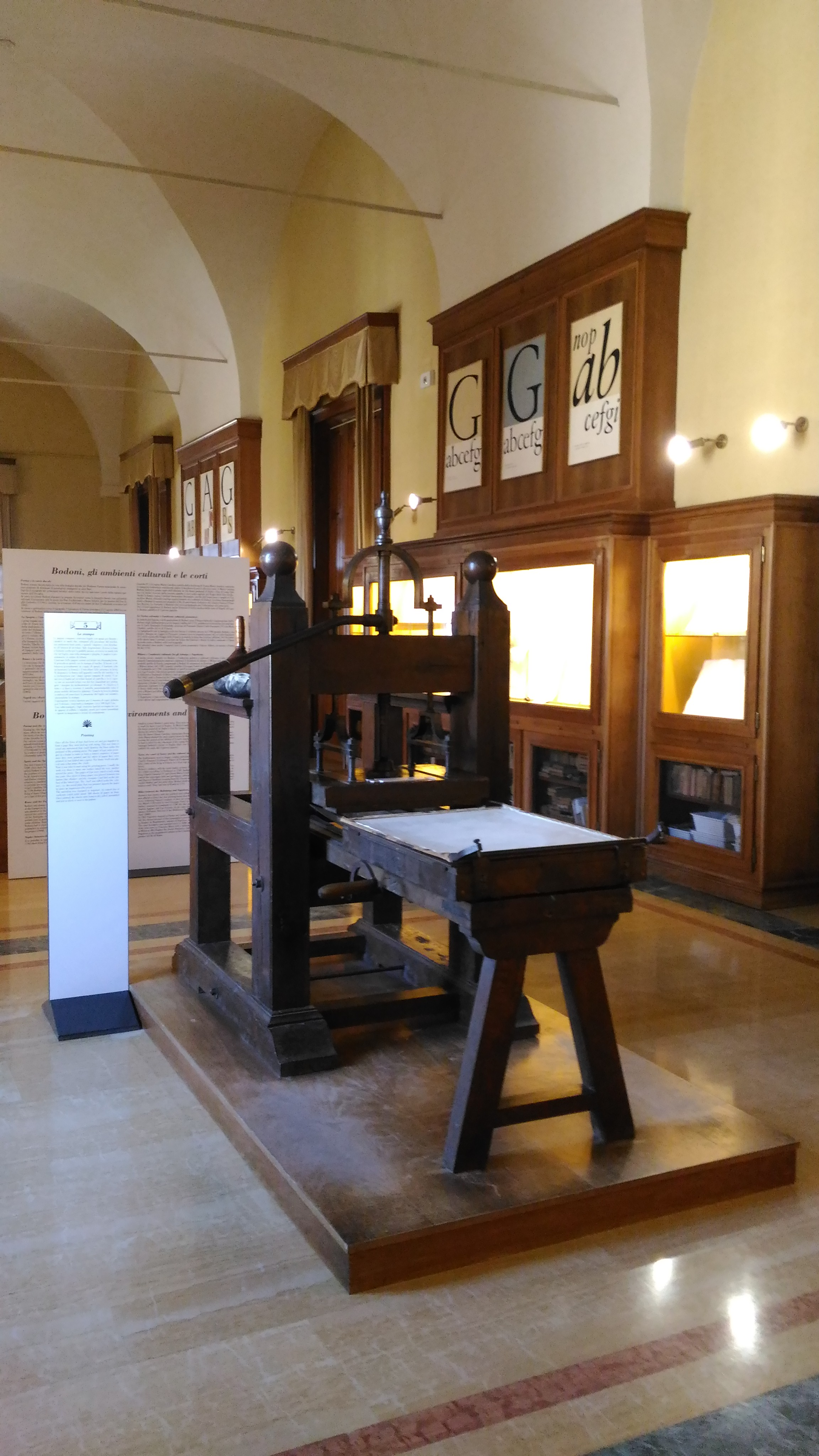
Una copia del torchio utilizzato da Bodoni per stampare le pagine composte e successivamente pressate sui fogli.

L'idea di un museo con i tesori del Bodoni nacque già nel 1940. I materiali, scampati ai bombardamenti che distrussero la Biblioteca Palatina durante la seconda guerra mondiale, trovarono la loro collocazione museale solo dopo un lungo iter, il 17 novembre 1963.
Dopo un'intensa fase di attività e ricerca, il museo tra il 1983 e il 1999 ha vissuto in tono minore, venendo nuovamente rifinanziato e quindi rilanciato. Nel 2004 è entrato a far parte dell'Association of European Printing Museum, dal 2005 è nel consiglio direttivo dell'Associazione Italiana dei Musei della Stampa e della carta (A.I.M.S.C.).
Il 30 novembre 2022 il museo apre la sua nuova sede al piano terra della Biblioteca Palatina, sempre nel Palazzo della Pilotta.